# Pseudolarix amabilis
Pseudolarix amabilis är en tallväxtart som först beskrevs av John Nelson, och fick sitt nu gällande namn av Alfred Rehder. Pseudolarix amabilis är ensam i släktet Pseudolarix som ingår i familjen tallväxter. Inga underarter finns listade i Catalogue of Life.
Arten förekommer i Kina i provinserna Jiangxi, Fujian, Zhejiang och Hunan. Den växer i kulliga områden och i bergstrakter mellan 180 och 1000 meter över havet. Trädet ingår i skogar som ofta är städsegröna. Den hittas vanligen tillsammans med mandaringran och arter av tallsläktet. Pseudolarix amabilis undviker platser med skugga.
Beståndet hotas av skogsröjningar. Ett annat hot är den introducerade konkurrenten kryptomeria. Arten är sällsynt. IUCN kategoriserar arten globalt som sårbar (VU).

## Bildgalleri

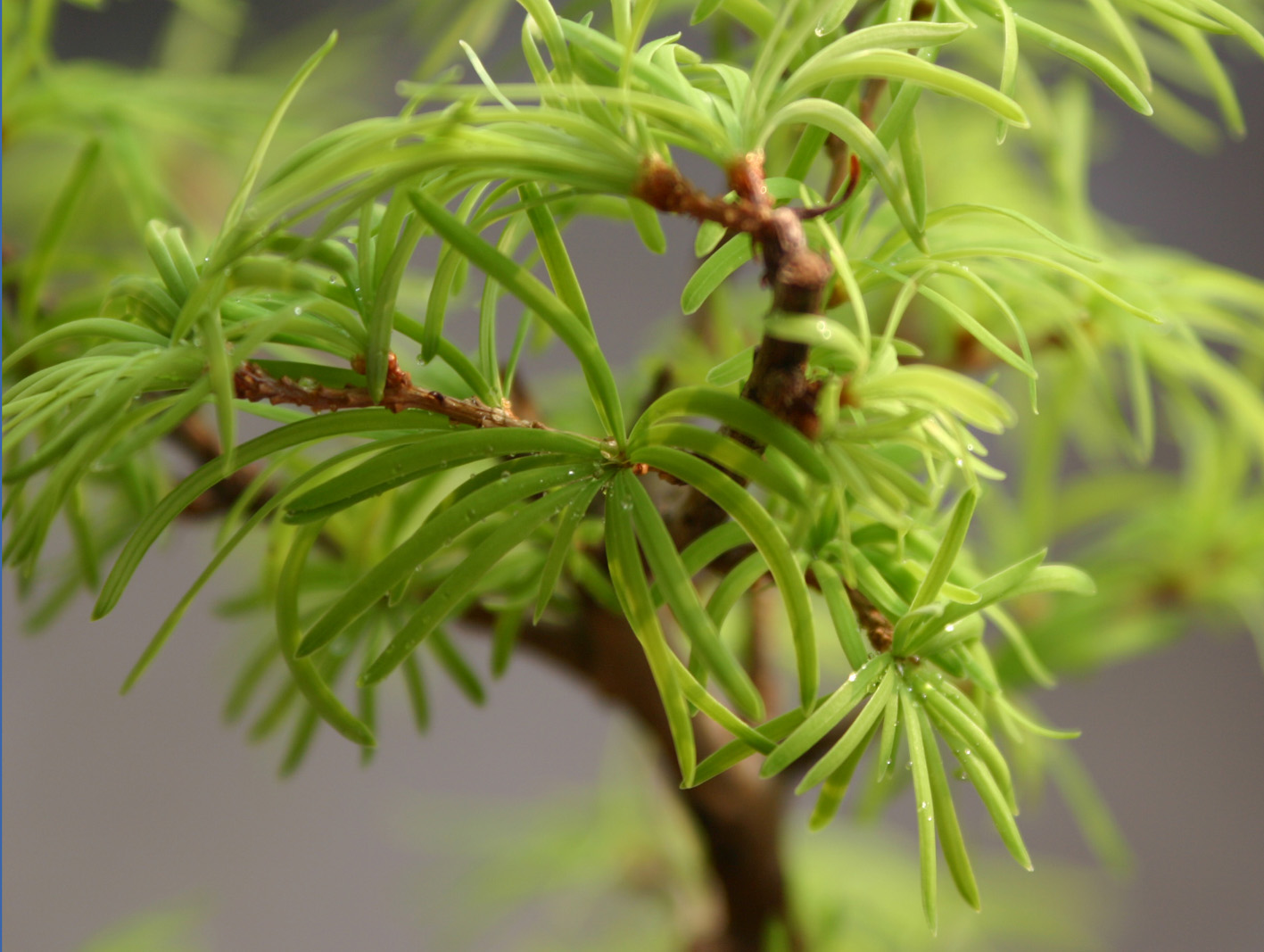
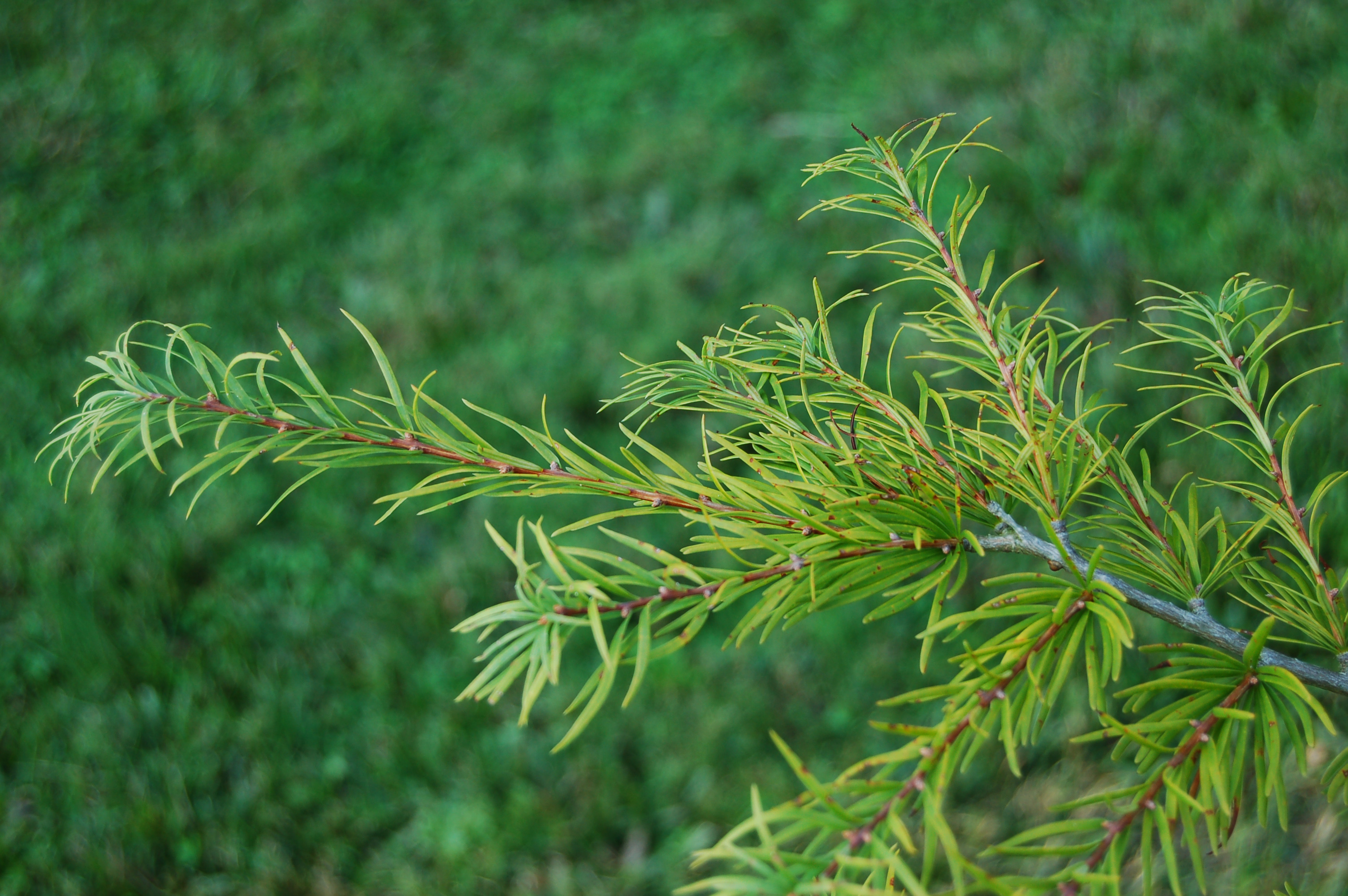
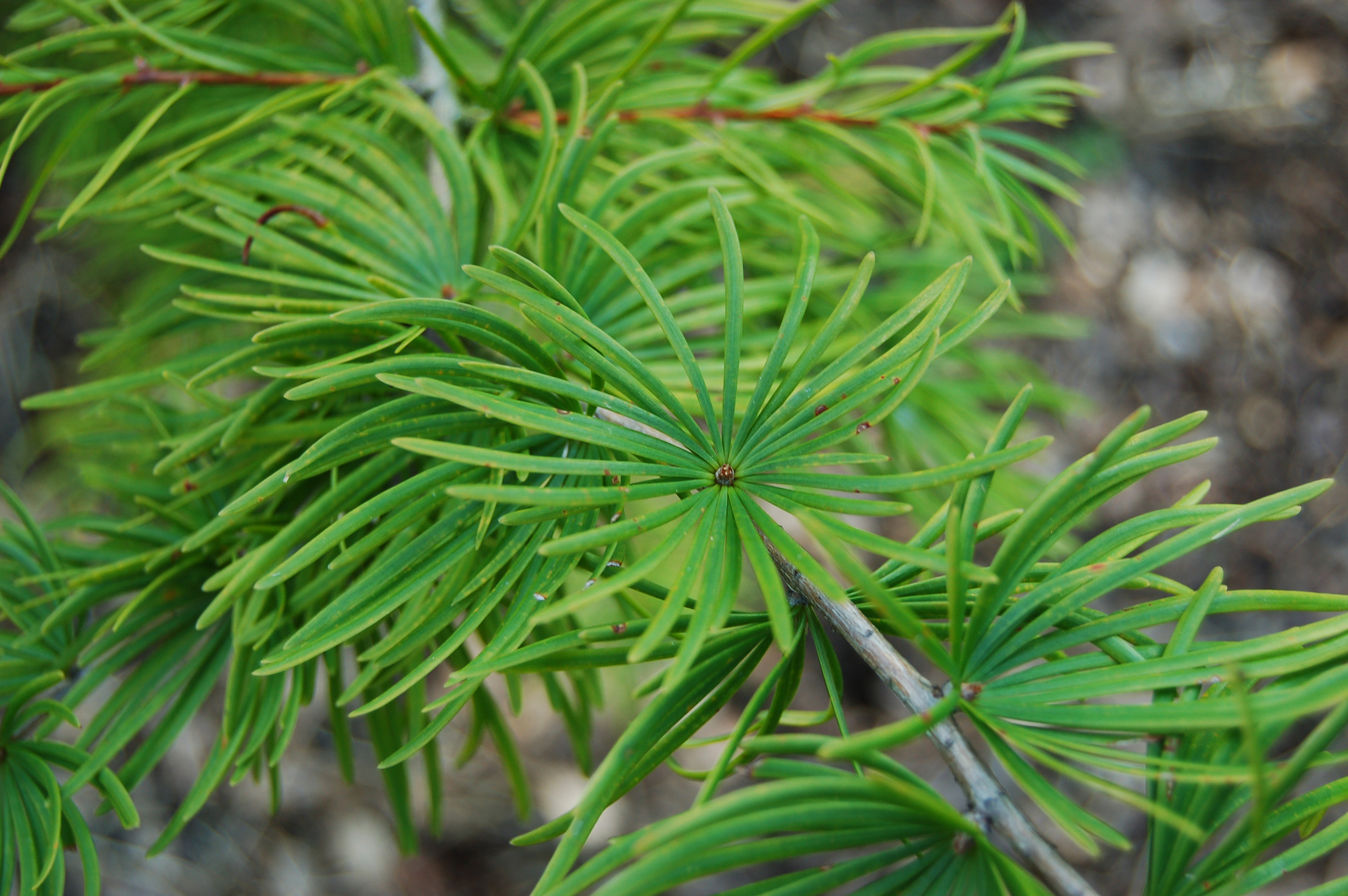
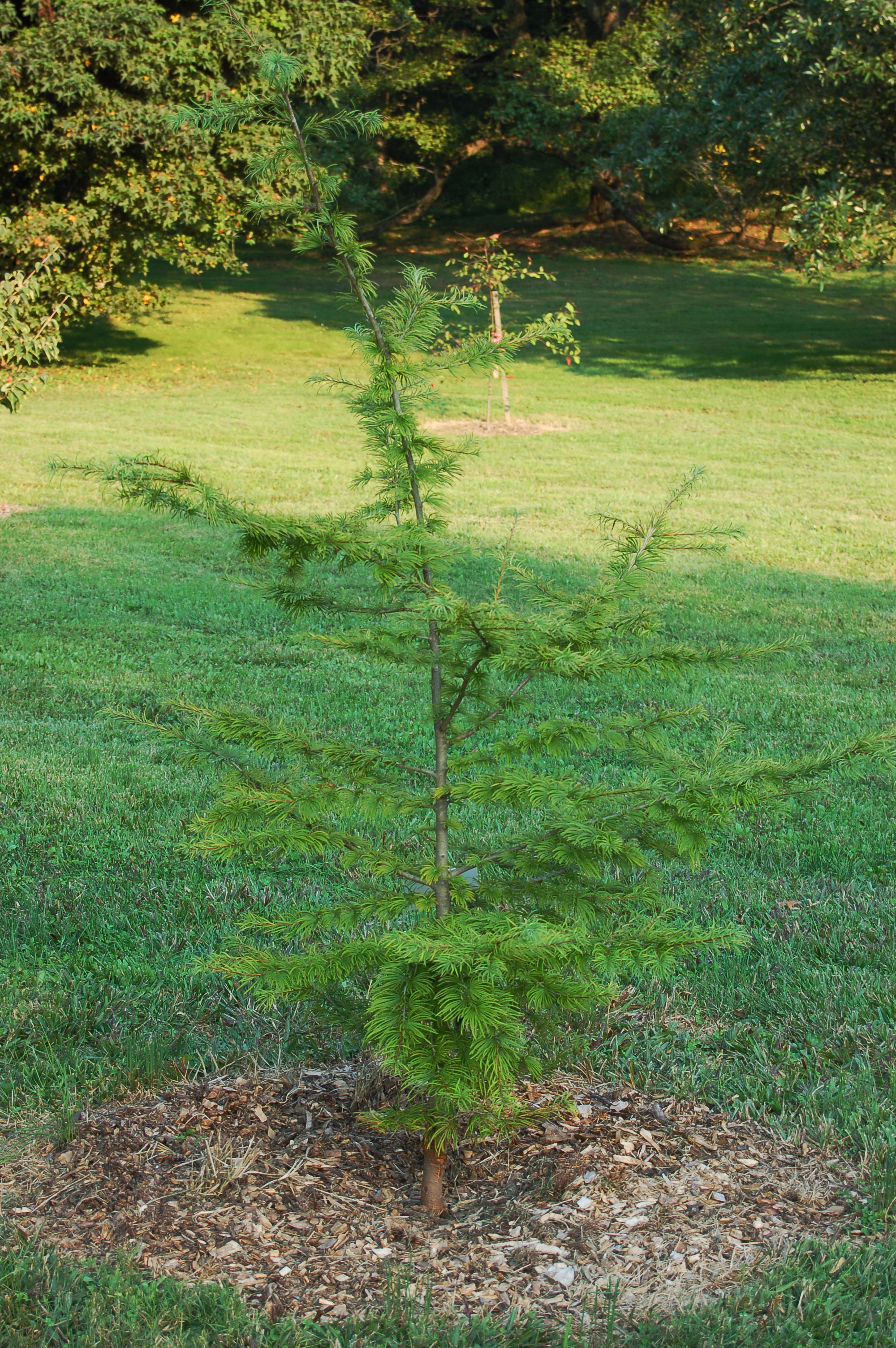
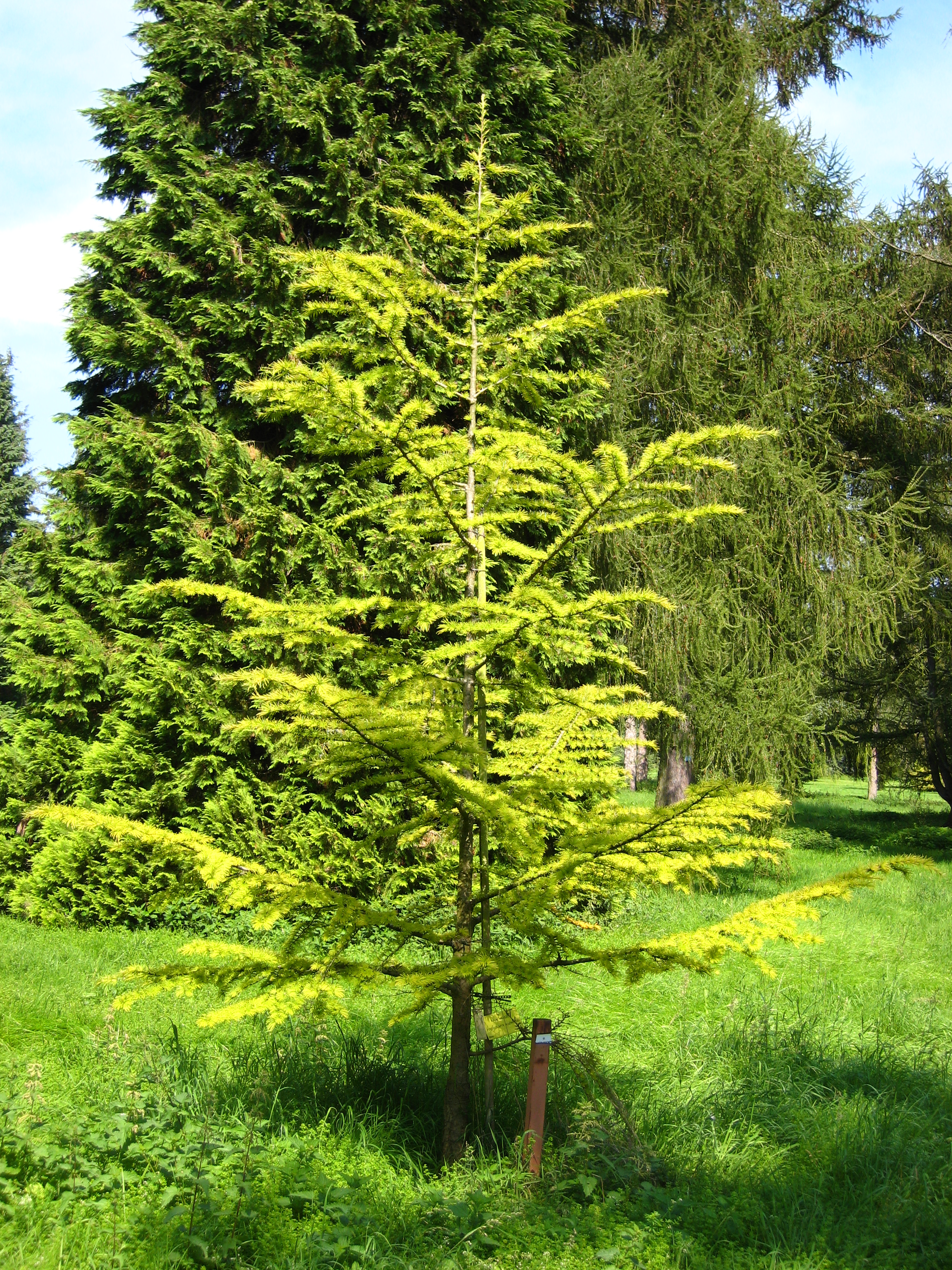
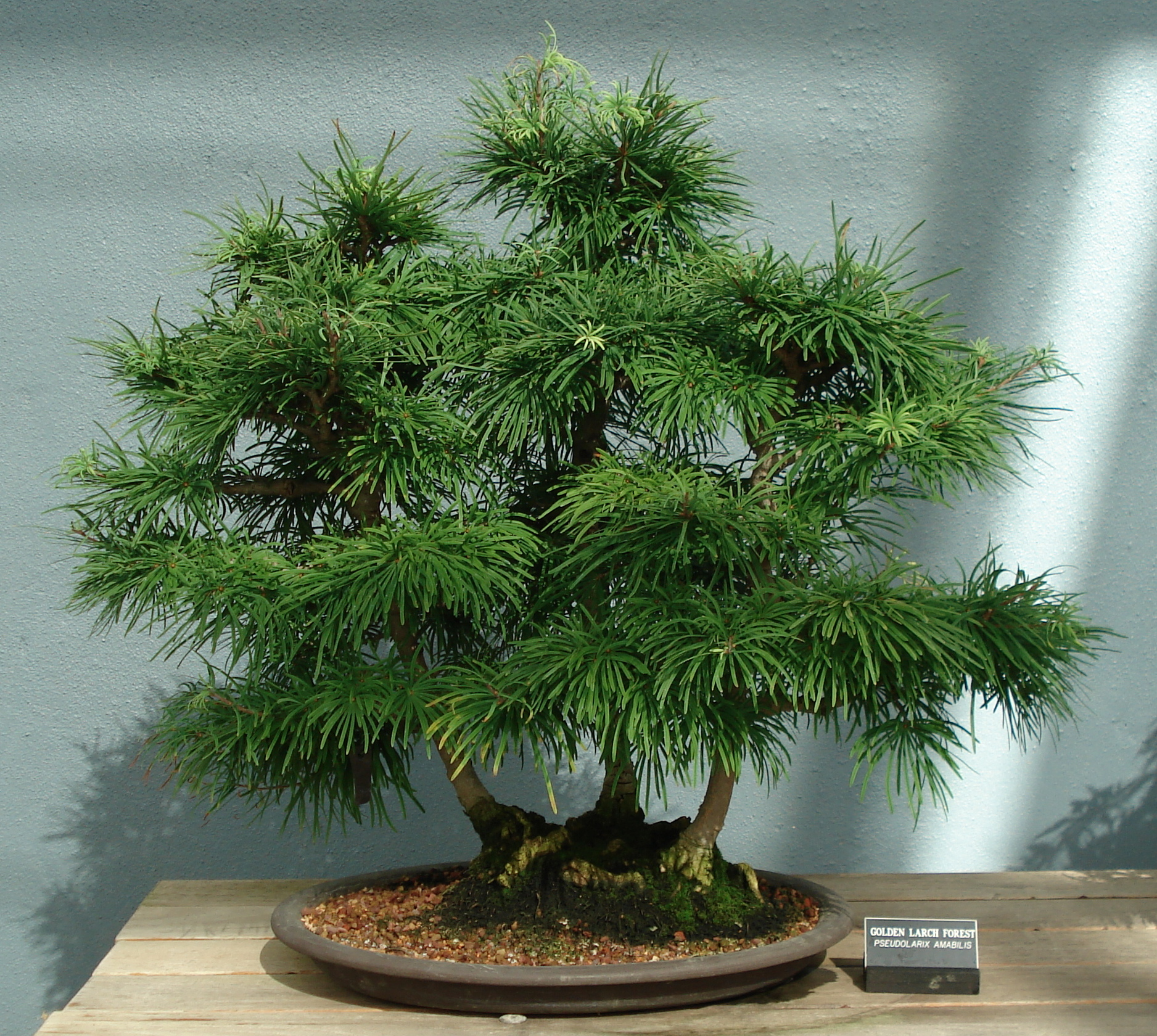